# Kali Sara
Savez Roma u Republici Hrvatskoj  „Kali Sara” (skraćeno: SRRH “KALI SARA”) nevladina je organizacija romske zajednice u Hrvatskoj osnovana 2007. godine u Zagrebu. Organizacija nastavlja tradiciju Udruge za promicanje obrazovanja Roma u Republici Hrvatskoj (UZOR) „KALI SARA”. Jedna je od najaktivnijih romskih udruga, a djeluje na području cijele Republike Hrvatske i okuplja najviše članova romske zajednice. Osnovana je u srpnju 2007. godine, a njen osnivač i prvi predsjednik bio je Veljko Kajtazi, danas saborski zastupnik dvanaest nacionalnih manjina u Hrvatskom saboru.
Osnivanju udruge prethodile su godine rada osnivača s romskom zajednicom, posebice s djecom i mladima te aktiviranje ženske populacije. Te aktivnosti od 2002. odvijale su se putem Sportskog karate kluba „Kajta-NIV“ (kasnije SKK Shiro), koji je 2004. godine organizirao i prvi seminar, na Balatonu, za mlade Rome iz Hrvatske, kojem je prisustvovalo 50 djece. Navedeni karate klub organizirao je to događanje sve do 2007. godine kada je organizaciju preuzela „KALI SARA", a glavne teme seminara odnosile su se na povijest, jezik i sport.
Upravo na tim temeljima približavanja procesa obrazovanja svim uzrastima romskog stanovništva i njegovog aktivnog uključivanja u hrvatski obrazovni sustav, udruga UZOR „KALI SARA”, krajem 2015. godine, u koordinaciji s legitimnim predstavnicima Roma na razini Vijeća romske nacionalne manjine i brojnih romskih udruga, prerasta u Savez Roma u Republici Hrvatskoj „KALI SARA”.
SRRH “KALI SARA” je inicijator i sudionik domaćih i međunarodnih projekata, nositelj zajedničkog organiziranog i koordiniranog djelovanja na zaštiti i promicanju nacionalnih, kulturnih, društvenih, pravnih i svih ostalih interesa romske nacionalne manjine u Republici Hrvatskoj, s posebnim naglaskom na kontinuirani rad na promicanju obrazovanja Roma.

## Aktivnosti saveza

### Prvi romsko-hrvatski i hrvatsko-romski rječnik
Dana 5. studenoga 2008. godine objavljen je prvi romsko-hrvatski i hrvatsko-romski rječnik autora Veljka Kajtazija kao rezultat autorovog višegodišnjeg ustrajnog rada na sakupljanju, sistematizaciji i pripremi romskih riječi. Ovaj rječnik prihvaćen je kao temelj za nastavak rada na standardizaciji i modernizaciji romskog jezika kako u Hrvatskoj, tako i na međunarodnoj razini.

### Svjetski dan Roma, 8.travanj
U organizaciji Saveza Roma u Republici Hrvatskoj „KALI SARA“ obilježavanje Svjetskog dana Roma organizira se, na inicijativu saborskog zastupnika Veljka Kajtazija, od 2012. godine, najprije u Hrvatskom saboru, potom i u ostalim hrvatskim institucijama. Do tada se obilježavalo prijemom kod predsjednika RH. Nakon toga se središnje obilježavanje održalo u Muzeju Mimara, Hrvatskom saboru, Nacionalnoj i sveučilišnoj knjižnici u Zagrebu, Hrvatskom državnom arhivu i Hrvatskom narodnom kazalištu. Manifestacija se obilježava u čast prvog Svjetskog kongresa Roma, održanog od 8. travnja do 12. travnja 1971. godine u Londonu. Održavanje prvog Svjetskog kongresa Roma smatra se jednim od najvažnijih događaja u povijesti Roma jer su na istome usvojene odluke o romskoj zastavi i službenoj himni. Osim toga, Kongres je rezultirao i proglašenjem službenog romskog jezika (Romani chib) kao i službenim prihvaćanjem naziva “Rom”, što na romskom jeziku znači čovjek. Službena romska himna temelji se na staroj romskoj pjesmi “Gyelem, Gyelem” (“Idem, Idem”). Na četvrtom Svjetskom kongresu Roma održanom 1990. godine u Poljska odlučeno je da se 8. travnja, dan kada je otvoren 1. Kongres u Londonu, proglasi za Svjetski dan Roma koji će se svake godine obilježvati u cijelom svijetu.

### Svjetski dan romskog jezika, 5. studenoga
Na inicijativu saborskog zastupnika Veljka Kajzatija i Saveza Roma u Republici Hrvatskoj „KALI SARA” donesena je Povelja o romskome jeziku koju su potpisali istaknuti profesori romskog jezika, lingvisti, književnici, novinari, predstavnici romskih udruga i političkih organizacija iz Hrvatske i svijeta, ali i ostali
ugledni članovi romske te ostalih nacionalnih zajednica. Svakog 5. studenog, na dan objave prvog romsko-hrvatskog i hrvatsko-romskog rječnika, romska, hrvatska i svjetska zajednica obilježava Svjetski dan romskog jezika. Ovaj romski praznik priznat je i od strane Hrvatskog sabora Odlukom od 25. svibnja 2012. godine, vladinih institucija, predstavnika županijskih, općinskih i gradskih Vijeća romske nacionalne manjine, političkih lidera romske zajednice, predstavnike romskih udruga s područja Republike Hrvatske te u konačnici i od samog UNESCO-a, čija je Opća skupština 2015. godine prihvatila inicijativu Republike Hrvatske da se 5. studenog proglasi Svjetskim danom romskog jezika.
“Na temeljima postavljenim u Londonu, 1971. na prvom Svjetskom kongresu Roma, Romi diljem svijeta, a tako i mi Romi u Hrvatskoj, nastavljamo svoj rad na uspostavljanju potpune ravnopravnosti i zaštite temeljnih ljudskih prava Roma, a na dobrobit romske, ali i svekolike društvene zajednice“. - Veljko Kajtazi, saborski zastupnik.

### Međunarodni dan sjećanja na romske žrtve genocida u Drugom svjetskom ratu/ Samudaripen, 2. kolovoza
Savez Roma u Republici Hrvatskoj “KALI SARA” pokretač je obilježavanja Međunarodnog dana sjećanja na romske žrtve genocida u Drugom svjetskom ratu/ Samudaripen u Republici Hrvatskoj, a koji se obilježava svakog 2. kolovoza. Hrvatski sabor je na sjednici održanoj     12. prosinca 2014. godine, a na inicijativu saborskog zastupika Veljka Kajtazija, Odlukom
prepoznao 2. kolovoz kao praznik romskog naroda.
Na romskom groblju u selu Uštica, u neposrednoj blizini Jasenovca, nalaze se posmrtni ostaci blizu 17.000 žena, djece i muškaraca romske nacionalnosti koji su stradali tijekom Drugog svjetskog rata u zloglasnim logorima NDH. Komemoraciji u čast romskim žrtavama Samudaripena svake godine prisustvuje veliki broj Roma i njihovih predstavnika iz svih krajeva Hrvatske i susjednih zemalja, predstavnici najvižih državnih institucija, jedinica lokalne i područne samouprave, diplomatskog zbora, predstavnici ostalih stradalničkih naroda, vjerskih zajednica, antifašističkih i nevladinih organizacija.

### Ljetne edukacijske radionice i radionice o zdravlju
SRRH “KALI SARA” je organizirala i održala brojne ljetne edukacijske škole kroz koje su, tijekom godina, prošle stotine mladih Romkinja i Roma iz svih krajeva Republike Hrvatske. Program edukacije ljetnih škola obuhvaćao je učenje i razvijanje romskog jezika, pravopisa i književnosti te općeg znanja o povijesti, kulturi i tradiciji romskog naroda. Drugi dio edukacijskog programa temeljio se na osnovnom zdravstvenom obrazovanju, s naglaskom na bolesti koje najčešće pogađaju romsko stanovništvo, prevenciji istih, kao i istraživanje uzroka tih bolesti, poput alkohola, droga i ostalih opojnih sredstava. Svi polaznici bili su uključeni u program tjelesne kulture, svakodnevno rekreacijsko vježbanje, tečaje učenja plivanja, društvene sportove i slične aktivnosti. 
SRRH “KALI SARA” po županijama je organizirao i održavao radionice o zdravlju pod nazivom “Prevencija zdravlja i borba protiv ovisnosti”. Cilj radionica ovakvoga tipa bila je edukacija romske djece i mladih Roma o primarnoj zdravstvenoj zaštiti, osobnoj higijeni i pravilnoj prehrani te očuvanju zdravlja. Naglasak edukacija bio je na prevenciji bolesti te prepoznavanja ovisnosti, kod sebe ili unutar obitelji, imajući u vidu da je višegodišnje iskustvo pokazalo ovisnost o alkoholu i narkoticima kao najčešćim uzrocima bolesti među romskom populacijom.

## Izdavaštvo
Savez Roma u Republici Hrvatskoj “KALI SARA” izdavač je više od pedesetak knjiga i publikacija koje prate razvoj romskog naroda u Republici Hrvatskoj. Među ostalim, izdavane su slikovnice, gramatika, rječnici zbornici (Samudaripen i SDRJ), povijesne knjige, romske poslovice.
SRRH „KALI SARA“ pokrenuo je i časopis „Phralipen-glasilo romske nacionalne manjine u Republici Hrvatskoj“, koji izlazi četiri puta godišnje te istoimeni portal Phralipen.hr, kojem su središnjem fokusu manjinska pitanja i položaj romske nacionalne manjine u Republici Hrvatskoj.

## Središnja knjižnica Roma u Republici Hrvatskoj
Krajem 2018. godine na redovnoj godišnjoj skupštini SRRH „KALI SARA“ donesena je odluka o osnivanju Središnja knjižnica Roma u Hrvatskoj kao specijalizirane knjižnice u sastavu udruge. Glavni cilj osnivanja knjižnice je očuvanje romskog identiteta, jezika i kulture te stvaranje relevantnog društveno-komunikacijskog središta romske zajednice i zainteresirane javnosti u Republici Hrvatskoj. Po svom osnutku to će biti jedanaesta manjinska knjižnica u Republici Hrvatskoj i jedna od prvih takvih u svijetu, a omogućava olakšani pristup informacijama i znanju, smanjenje digitalnog jaza, sudjelovanje u procesima cjeloživotnog učenja, društvene integracije te kohezije.
SRRH „KALI SARA“ poduzeo je sve potrebne korake da se osiguraju uvjeti za uspostavljanje i rad knjižnice propisani Zakonom, uključujući financijska sredstva, zapošljavanje stručnih djelatnika, popisana i kategorizirana knjižnična građa te prostor. Knjižnične građa vezana je uz romsku populaciju, posebice romsku povijest, kulturu i jezik te položaj i prava Roma, ali i uz ostale nacionalne manjine, migracije, ljudska prava i sl. 
Središnja knjižnica Roma službeno je otvorena 8. lipnja 2002. godine i djeluje na adresi same Udruge, u samom centru Zagreba, u ulici Pavla Hatza 23/5.

## Romski Memorijalni centar „Uštica“
Na mjestu romskog groblja u selu Uštica nedaleko Jasenovca SRRH „KALI SARA“, u suradnji i na inicijativu saborskog zastupnika Veljka Kajtazija, započeo je u jesen 2019. godine gradnju Memorijalnog centra u Ušticama u spomen na romske žrtava genocida u Drugom svjetskom ratu. Romski Memorijalni centar „Uštica" službeno je otvoren 2. kolovoza 2020. godine.

## Prvi Kongres mladih Roma Hrvatske
Od 9. do 11. listopada 2020. godine SRRH „KALI SARA“ po prvi put organizirala je događaj koji je okupio mlade Rome iz Hrvatske i šire regije na Prvom kongresu mladih Roma. Kongres se održao u Zagrebu pod pokroviteljstvom saborskog zastupnika Veljka Kajtazija. Zamišljeno je da se Kongres pretvori u cikličko događanje s održavanjem svake 2 do 3 godine te da postane mjesto susreta za mlade pripadnike romske nacionalne manjine u dobi od 17 do 29 godina.
Na prvom Kongresu mladih Roma u fokusu su bile teme vezane uz jaču integraciju mladih Roma u društvo: obrazovanje, zapošljavanje, stanovanje te stipendiranje. Iskustva mladih te zaključci koje donesu tijekom Kongresa sažeti su u vidu publikacije.

## Vanjske poveznice
- Mrežne stranice udruge KaliSara
- Mrežne stranice Središnja knjižnica Roma u Hrvatskoj  Arhivirana inačica izvorne stranice od 21. siječnja 2021. (Wayback Machine)
- Mrežne stranice Romskog memorijalnog centra Uštica